# Azinhal (Castro Marim)
Azinhal is een plaats (freguesia) in de Portugese gemeente Castro Marim en telt 692 inwoners (2001).

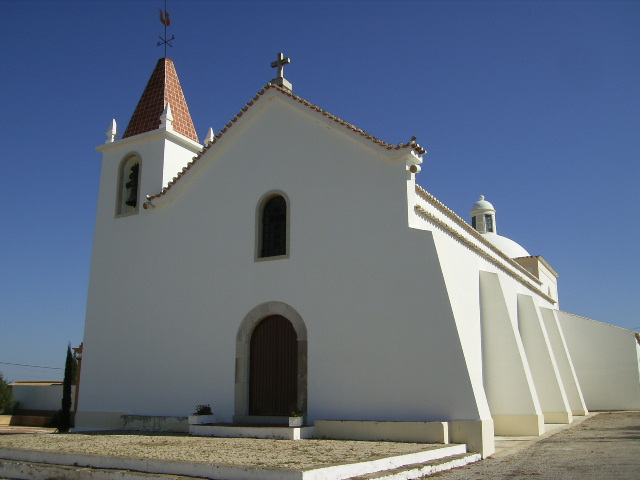